# آندریا رومانیولی
آندریا رومانیولی (انگلیسی: Andrea Romagnoli؛ زادهٔ ۲۹ ژوئیهٔ ۱۹۹۸) بازیکن فوتبال اهل ایتالیا است.